# Plectreuridae
Plectreuridae – rodzina pająków z grupy Araneomorphae. Ich biologia jest słabo poznana, jednak różnią się od pozostałych przedstawicieli kladu Haplogynae niemających sitka przędnego obecnością ośmiorga, a nie sześciorga oczu. Plectreuridae są nocnymi łowcami, żyjącymi w wyłożonych oprzędem tunelach. Po osiągnięciu dojrzałości samce opuszczają nory i udają się na poszukiwanie samic. Plectreuridae cechują się również złączonymi szczękoczułkami i stosunkowo krótkimi odnóżami. Według The World Spider Catalog Normana Platnicka rodzina ta obejmuje dwa współczesne rodzaje – Plectreurys oraz Kibramoa – do których należy 31 gatunków. Opisano trzy wymarłe gatunki należące do Plectreuridae – Plectreurys pittfieldi z miocenu, Palaeoplectreurys baltica z eocenu oraz Eoplectreurys gertschi ze środkowej jury, sprzed około 165 mln lat. Współczesne Plectreuridae występują jedynie w południowo-zachodnich Stanach Zjednoczonych, w Meksyku, Kostaryce oraz na Kubie, jednak odkrycie skamieniałości E. gertschi w środkowojurajskich osadach w Chinach dowodzi, że w przeszłości Plectreuridae miały odmienny zasięg występowania. Według analizy filogenetycznej przeprowadzonej przez Martína Ramíreza Plectreuridae są najbliżej spokrewnione z nasosznikowatymi (Pholcidae), Diguetidae i Tetrablemmidae.